# African-American studies
 (octobre 2023).
Le terme African-American studies, en français : « Études afro-américaines », désigne un champ d'études universitaires interdisciplinaire consacré à l'histoire, la culture et la politique des personnes noires américaines. Pris plus largement, le champ se consacre non seulement à l'étude des personnes afro-descendantes vivant aux États-Unis, mais aussi les cultures de la diaspora africaine, mais il a pu être défini de différentes façons. Le champ regroupe des chercheurs et chercheuses en littérature, en histoire, en politique, en études des religions, en sociologie et d'autres disciplines liées aux sciences humaines et sociales.

## Histoire
Des travaux académiques intensifs ont été consacrés depuis la fin du XIXe siècle à reconstruire l'histoire des personnes afro-américaines et notamment  W. E. B. Du Bois, The Suppression of the African Slave Trade to the United States of America , publié en 1896. Parmi les pionniers de la discipline au début du XXe siècle, on citera notamment  Carter G. Woodson, Herbert Aptheker, Melville Herskovits, Joel Augustus Rogers et Lorenzo Dow Turner,.
Les premiers départements consacrés aux African-American Studies furent ouverts dans les années 1960 et 1970, dans un contexte de militantisme de plusieurs universités. En février 1968, l'Université d'État de San Francisco fit appel au sociologue Nathan Hare pour coordonner les premiers programmes de Black Studies et rédiger une proposition pour la création d'une département universitaire consacré aux Black Studies. Le département sera créé en septembre 1968 et obtint son statut officiel à la fin du printemps 1969.
Les black studies constituent une approche systémique d'étude des personnes noires dans le monde, que ce soit sous un angle historique, culturel, sociologique ou religieux. C'est donc une étude des expériences des personnes noires et de leur rapport avec la société. Ce type d'étude a, entre autres, pour but éradiquer les stéréotypes raciaux. Les black studies sont amenées à croiser de nombreux paramètres dans leurs travaux, que ce soit l'histoire, les structures familiales, les pressions économiques, les stéréotypes, les questions intersectionnelles de genre, de classe, etc.

## Spécialistes
- Anthony Appiah
- Shawn Alexander
- Molefi Kete Asante
- M.K. Asante, Jr.
- Houston A. Baker Jr.
- Horace Campbell
- Hazel Carby
- Stokely Carmichael
- Bill Cole
- Patricia Hill Collins
- Oliver Cromwell Cox
- Allison Davis
- Angela Y. Davis
- St. Clair Drake
- W. E. B. Du Bois
- Michael Eric Dyson
- Gerald Early
- John Hope Franklin
- E. Franklin Frazier
- Henry Louis Gates
- Paul Gilroy
- Farah Griffin
- Evelynn Hammonds
- Vincent Harding
- Melissa Harris-Perry
- Nathan Hare
- Melville Herskovits
- Bell Hooks
- Cyril Lionel Robert James
- Charles S. Johnson
- Maulana Karenga
- Glenn C. Loury
- Manning Marable
- Janis Mayes
- Frederick Moten
- Micere Mugo
- Mark Anthony Neal
- Adolph Reed
- Cedric Robinson
- Walter Rodney
- Tricia Rose
- Renate Simson
- Geneva Smitherman
- Robert B. Stepto
- Rosalyn Terborg-Penn
- Akinyele Umoja
- Cornel West
- William Julius Wilson
- Carter G. Woodson
- Sylvia Wynter
- Cynthia A. Young

## Liste d'universités américaines ayant un départementAfrican-American studies(non exhaustive)
D'après le site de l'American Association of Geographers (Association Américaine des Géographes), la plupart des grandes universités américaines possèdent un département consacré aux African-American Studies :
- Université Yale[5],
- Université de Princeton[6],
- Université de Californie à Berkeley[7],
- Université Harvard[8],
- Weinberg College of Arts and Sciences (en) de l'université Northwestern[9],
- Université du Kansas[10],
- Université de l'Illinois[11],
- Université de Boston[12],
- Université Stanford[13]
- Université de Georgetown[14],
- Université de Californie à Los Angeles[15],
- Université d'État de l'Ohio[16].

Pour l'année 2020, l’observatoire américain NICHE classe les universités de Stanford, Yale et Harvard aux trois premières places de  la qualité de l'enseignement de leur département African-American Studies.

## Revues à comité de lecture consacrées auxAfrican-American studies
- African American Review (en) (1992-2015)[18], publié de 1967 à 1976 sous le titre Negro American Literature Forum[19], puis de 1976 à 1991 sous le titre Black American Literature Forum[20].
- Black History Bulletin (depuis 2002)[21], publié de 1937 à 2001 sous le titre Negro History Bulletin[22].
- Black Perspective in Music (1973-1990)[23].
- Black Scholar (en) (1969-2015)[24].
- Black Women, Gender & Families, publié de 2007 à 2012[25].
- Callaloo (en) (depuis 1976)[26].
- Fire!!! (2012-2016)[27].
- Journal of African American History (en) (2002-2017)[28], publié de 1916 à 2001 sous le titre Journal of Negro History[29].
- Journal of African American Studies (2003-2015)[30], publié de 1995 à 2002 sous le titre Journal of African American Men[31].
- Journal of Black Studies (en), publié depuis 1970[32].
- Journal of Blacks in Higher Education (en) (1993-2010)[33].
- Journal of Negro Education (en) (depuis 1932)[34].
- Lenox Avenue: A Journal of Interarts Inquiry (1995-1999)[35].
- Phylon (en) (depuis 1960)[36], publié de 1940 à 1956 sous le titre Phylon[37], puis de 1957 à 1959 sous le titre Phylon Quarterly[38].
- Spectrum: A Journal on Black Men  (2012-2018)[39].
- Women, Gender, and Families of Color (depuis 2013)[40].